# Станчики
Ста́нчики — політичне угрупування в Західній Галичині, утворене в 1860-х роках. Назва взята з памфлету «Портфель Станчика» (пол. Teka Stańczyka, 1869), опублікованого на сторінках часопису «Przegląd Polski».
Виникло у середовищі «старих» краківських консерваторів. До того краківський консервативний рух опирався на польську аристократію та інтелігенцію, пов'язану зі старими міщанськими родинами. Проте в 1860-х роках почала формуватися нова наукова еліта в середовищі Ягеллонського університету, а згодом і Академії знань. Саме вона поступово вийшла з традиційного аристократичного консерватизму.
У формі фікційних політичних листів ніби авторства Станчика (придворного блазня кількох польських королів у XVI ст.) виразили свої консервативні погляди. Зокрема, робили винними самих поляків за втрату незалежності та розділення Польщі між різними державами. Критикували різні вади поляків, наприклад схильність до анархії, традиції шляхетської демократії. Основні причини найбільших нещасть XIX ст. вбачали у народних повстаннях та змовах. Виступали проти революційних тенденцій, а підтримували контрольовану елітою суспільно-політичну еволюцію. З насторогою ставилися до політичної емансипації селян та фабричних робітників.
Пропагували принципи «органічної праці», яка якраз передбачала еволюційні зміни у політичній, економічній, культурній сферах польського суспільства.
Підтримували лояльність до Австрії. На їхню думку, міцна та стабільна Австро-Угорщина була необхідною для польських політичних інтересів. Значною мірою завдяки лояльності станчиків до Австрії поляки отримали більше політичного впливу в Галичині. Одним з головних аргументів на користь Австрії було те, що Габсбурзька монархія, як і Річ Посполита, захищала європейські цінності.
У 1870-1890-х роках станчики домінували у Польській фракції («Польське коло») Райхсрату, займали найвищі посади у Галичині, тобто виконували функції партії влади.
Оскільки ідеї станчиків спрацювали лише у підавстрійській частині Польщі, то поступово вони почали пропагувати ідею «галицького П'ємонту», як основи для відновлення майбутньої польської державності.
Для залагодження міжнаціонального протистояння підтримували певні поступки в бік українців. Зокрема вважали, що мирна співпраця вигідна для збереження польського впливу в Галичині. Взагалі, станчики намагалися діяти згідно з 19-ю статтею Конституції 1867 року, в якій всі народи Австро-Угорщини були проголошені рівноправними. Проте в середовищі консерваторів більш поміркованим доводилося протистояти так званим «подолякам» (полякам зі Східної Галичини), котрі найбільш радикально ставилися до русинів (українців), наприклад, не визнавали їх окремою нацією.
Головними діячами станчиків були: Станіслав Тарновський, Юзеф Шуйський, Станіслав Козьмян, Міхал Бобжинський, Валеріян Калінка.
1907 року їхнє політичне угрупування перейменувалося на «Партію національної правиці» (пол. Stronnictwo Prawicy Narodowej).
Друкованими органами станчиків були газета Czas і журнал Przegląd Polski.